# 14682 Davidhirsch
14682 Davidhirsch este o planetă minoră (asteroid), cu un diametru de 4,434 km, din centura de asteroizi. A fost descoperită pe 5 decembrie 1999 la Catalina Station⁠(d) de Catalina Sky Survey. 
Obiectul prezintă o orbită caracterizată de o semiaxă mare de 2,5237236 UAi, o excentricitate de 0,1, o înclinație de 4,63789 ° în raport cu ecliptica.